# Tytherington, Gloucestershire
Tytherington är en by i civil parish Tytherington and Itchington, i distriktet South Gloucestershire, i grevskapet Gloucestershire, i England. Byn är belägen 4 km från Thornbury. Byn nämndes i Domedagsboken (Domesday Book) år 1086, och kallades då Tidrentune.